# Petinomys setosus
Lo scoiattolo volante di Temminck (Petinomys setosus Temminck, 1844) è uno scoiattolo volante originario del Sud-est asiatico.

## Descrizione
Lo scoiattolo volante di Temminck ha una lunghezza testa-corpo di 10,5-12,5 cm e una coda di 9,3-11,5 cm. Le regioni superiori sono di colore marrone scuro o nero con peli dalle estremità color camoscio chiaro; le regioni inferiori sono bianche con un sottopelo grigio chiaro. La pelliccia è soffice e sericea. I margini del patagio non sono così chiari come in altre specie dello stesso genere. La coda è di colore grigio-brunastro scuro, con una macchia chiara di peli biancastri alla base. Le guance sono grigiastre. Attorno agli occhi è presente un anello scuro che di solito va a congiungersi a una striscia nera sul naso. Gli esemplari presenti nelle regioni settentrionali del Myanmar e in quelle nord-occidentali della Thailandia sono leggermente più grandi e hanno la punta della coda bianca.

## Distribuzione e habitat
Lo scoiattolo volante di Temminck vive nelle foreste pluviali tropicali delle regioni settentrionali del Myanmar, di quelle nord-occidentali e meridionali della Thailandia, della penisola malese e delle isole di Sumatra e Borneo.

## Biologia
Lo scoiattolo volante di Temminck è un animale notturno. Un nido esaminato, posto nella cavità di un albero, aveva un'apertura di 1,9 cm ed era situato a mezzo metro di altezza dal suolo. Nella parte meridionale dell'areale la specie vive nelle foreste pluviali di pianura, ma in quella settentrionale abita le foreste decidue di collina.

## Conservazione
Lo scoiattolo volante di Temminck è minacciato dalla deforestazione e la IUCN lo classifica tra le specie vulnerabili.